# Lalou Roucayrol
Jean-Louis Roucayrol, dit Lalou Roucayrol, né le 9 juillet 1964 à Nantes, est un navigateur français.

## Biographie
Jean-Louis Roucayrol, dit Lalou, grandit dans le Médoc, où son père lui apprend à naviguer. Après une victoire dans la Mini-Fastnet, une 8e place dans la Mini-Transat en 1985 et une brève expérience au chantier CDK Technologies, Lalou Roucayrol participe au développement des classes des catamarans Formule 40 et Formule 28 avec un autre Aquitain, Jean-Louis Miquel.
En 1990, il devient skipper du prao Funambule et l'optimise en vue de la Route du Rhum ; il démâte cependant quelques jours avant le départ, lors du convoyage vers Saint-Malo, port de départ de la transatlantique. L'année suivante, il prend le départ en « pirate » de la course La Baule-Dakar, car les praos ne sont pas autorisés à courir, et termine à la quatrième place.
En 1993, Miquel et Roucayrol deviennent champions d'Europe et du monde de F28 et ils louent le trimaran 60 pieds BPO de Francis Joyon pour l'année 1994. La paire participe à la transat en double Twostar mais Miquel, blessé à la suite du démâtage du trimaran, est hélitreuillé, laissant Roucayrol ramener seul le bateau. En 1995, ils prennent la quatrième place de la Transat Jacques-Vabre.
Lalou Roucayrol rejoint alors le Team Banque populaire et devient l'un des équipiers de Francis Joyon. Ensemble, ils terminent troisièmes de la course de l'Europe 1995 puis deuxièmes de la Transat Québec-Saint-Malo 1996. Proche d'Yves Parlier, il fait partie de l'équipage vainqueur de la Route de l'Or en 1998, entre New York et San Francisco, à bord d'Aquitaine Innovations.
Promu skipper du nouveau trimaran Banque populaire II en 1999, Lalou Roucayrol effectue des débuts prudents dans les grands prix du printemps mais chavire dès sa première grande course, la Transat anglaise 2000. Avec Banque populaire III, construit dans les mêmes moules, il remporte le grand prix de Belgique, termine troisième à Fécamp et prend la sixième place de la Transat Jacques-Vabre 2001, en double avec Yves Parlier. En 2002, il termine troisième et dernier de la Route du Rhum, dans une classe ORMA décimée par la tempête. En 2003 et 2004, les résultats moyens s'enchaînent et Lalou Roucayrol est finalement remplacé par son équipier Pascal Bidégorry à la barre de Banque populaire.
Après avoir battu quelques record avec Yves Parlier à bord de son Hydraplaneur ou en Formule 40,[Lesquels ?] Lalou Roucayrol construit son propre Multi50, un trimaran de 50 pieds, en 2007. Il prend alors la quatrième place de la Transat Jacques-Vabre 2007 puis troisième en 2009. Après une deuxième place dans la Route du Rhum 2010, Lalou Roucayrol chavire sur la route du retour et doit abandonner Région Aquitaine-Port Médoc au milieu de l'Atlantique.
Depuis 2013, à la barre de son Multi50 Arkema mis en œuvre par sa structure Lalou Multi (devenue en 2023 Neo Sailing Technologies, elle a son siège à Talais en Médoc), le navigateur aquitain enchaîne les résultats. En 2014, avec le Multi50 Arkema, Lalou termine à la deuxième place de la Route du Rhum. À la barre du même bateau, il remporte The Transat et la Transat Québec-Saint-Malo 2016 en Multi50.
Lalou a confirmé ces résultats en remportant la Drheam Cup puis la mythique Transat Jacques Vabre en 2017 avec Alex Pella. L’objectif 2018 du marin est de préparer au mieux la Route du Rhum – Destination Guadeloupe pour atteindre son rêve de victoire.
En 2018, le Groupe Arkema a annoncé construire un nouveau Multi50 aux côtés de Lalou Roucayrol, pour une mise à l’eau attendue en 2020, et avec en ligne de mire la Route du Rhum 2022.

## Palmarès

### 2018
- 1er du Grand Prix Guyader catégorie Multi 50
- 2e du Grand Prix de l'École Navale catégorie Multi 50

### 2017
- 1er de la Transat Jacques-Vabre catégorie Multi 50 en 10 jours, 19 heures, 14 minutes et 19 secondes, en double avec Alex Pella sur Arkema
- 3e du Trophée Prince de Bretagne
- 3e de l'ArMen Race
- 2e du Grand Prix Guyader

### 2016
- 1er du Trophée Prince de Bretagne
- 1er de la Drheam Cup
- 1er de la Transat Québec – Saint-Malo
- 2e de The Transat bakerly

### 2015
- 3e de la Transat Jacques Vabre
- 2e du Trophée Prince de Bretagne
- 2e du Grand Prix Las Palmas de Gran Canaria
- 2e de l’ArMen Race

### 2014
- 2e de la Route du Rhum

### 2013
- 1er de la Route des Princes